# シー・シャドウ (実験艦)
シー・シャドウ(Sea Shadow, IX-529)は海上におけるステルス技術研究のために建造されたアメリカ海軍の実験艦である。製造はロッキードが行った。

## 開発
艦の建造は1982年より開始された。艦の目的は、洋上におけるステルス技術研究を中心として、人員削減に結びつく省力化や艦の構造など多岐に渡るものであった。艦の開発にはアメリカ海軍とロッキードのほか、国防高等研究計画局も加わっていた。
艦の建造はサンフランシスコ近郊のレッド・ウッドで行われ、当地の浮きドックHMB-1内で、建造と試験が行われた。なお、完成は1985年である。

## 外観
艦の外観は非常に奇抜であり、従来の一般的な船のデザインとはかけ離れている。双胴のSWATH船型であり、水線部より上は、横断面が直線的な山なりの構造をしている。また、真上から見ると、細長く伸ばされた六角形に近い形状となっている。艦体には突起物はほとんどなく、通常の船舶のような甲板もなく、艦橋を除き窓もほとんどない。なお、SWATH船型は安定しており、シーステイト6の非常に荒れた海上においても安定性を保つことができた。
なお、SWATH船型と水中翼を用いた安定性確保の技術は、 ヴィクトリアス級音響測定艦や音響測定艦「インペッカブル」の開発に活かされている。
「シー・シャドウ」の存在は公開されることなく、実験が行われていたが、1994年に実験の終了とともにその存在が公開された。しばらくサンディエゴ海軍基地で保管されていたが、1999年に次期戦闘艦であるズムウォルト級ミサイル駆逐艦などの開発のサポートのために再就役している。
2006年9月には試験は終了し、浮きドックHMB-1に収容され、博物館などの引き取り手を捜している状態にあった。
サンディエゴの港にHMB-1ごと係留されていたが、移動され、他の軍艦と一緒にモスボール状態で係留されているのが確認されている。GoogleMap、写真（ページ中盤に画像あり）
2012年5月段階で、 共通役務庁の一般競売サイトにて競売にかけられた。アメリカ海軍に拠ると「実用・研究の双方で役に立っていない同船を維持していくのはコストパフォーマンス的によろしくない」「唯一の方法は、廃棄してリサイクルすること」とされ、ただし軍事機密なども鑑みて「完全に解体してスクラップ（資材）とする」「（現在係留されている）カリフォルニア州の軍施設まで引き取りに来る」ことを条件とした。落札の際はHMB-1が付属品としてついてくる。最低落札価格は一万ドル。入札期限はアメリカ東部時間5月4日午後6時。
最終的に2012年中にスクラップとなった。